# Tsou (langue)
Cet article concerne langue tsou. Pour le peuple tsou, voir Tsou.
Le tsou (de tsou, être humain) est une langue austronésienne parlée à Taïwan. C'est une des langues tsouiques de la branche des langues formosanes.

## Phonologie

### Voyelles
|         | Antérieure | Centrale | Postérieure |
| ------- | ---------- | -------- | ----------- |
| Fermée  | i [i]      | ʉ [ʉ]    | u [u]       |
| Moyenne | e [e]      |          | o [o]       |
| Ouverte |            | a [a]    |             |

### Consonnes
|            |            | Bilabiales | Dentales | Alvéolaires | Alvéolaires | Vélaires | Glottales |
| ---------- | ---------- | ---------- | -------- | ----------- | ----------- | -------- | --------- |
| Centrales  | Latérales  | Bilabiales | Dentales |             |             | Vélaires | Glottales |
| Occlusives | Sourde     | p [p]      |          | t [t]       |             | k [k]    | ʔ [ʔ]     |
| Occlusives | Pré-glott. | b [ʔb]     |          |             |             |          |           |
| Fricative  | Sourde     | f [f]      |          | s [s]       |             |          | h [h]     |
| Fricative  | Sonore     | v [v]      |          | z [z]       |             |          |           |
| Affriquée  | Affriquée  |            |          | ʦ [t͡s]      |             |          |           |
| Nasale     | Nasale     | m [m]      |          | n [n]       |             | ŋ [ŋ]    |           |
| Liquide    | Simple     |            | r [r]    |             |             |          |           |
| Liquide    | Pré-glott. |            |          |             | l [ʔl]      |          |           |